# Ołeksijiwka (rejon białogrodzki)
Ołeksijiwka (ukr. Олексіївка) – wieś na Ukrainie, w obwodzie odeskim, w rejonie białogrodzkim, w hromadzie Marazlijiwka. W 2021 liczyła 1782 mieszkańców.
Znajduje tu się stacja kolejowa Kantemyr, położona na linii Odessa – Arcyz.